# Anserinae
De Anserinae zijn een onderfamilie van de Anatidae (zwanen, ganzen en eenden).
Tot deze onderfamilie Anserinae behoren de zwanen en ganzen. Zwanen zijn eigenlijk niets anders dan grote ganzen met zeer lange hals en relatief korte poten.
Hieronder staan de in Nederland voorkomende soorten.
De volgorde is die van de ANWB Vogelgids van Europa.
- Geslacht Cygnus (zwanen)
  - Knobbelzwaan (C. olor)
  - Wilde zwaan (C. cygnus)
  - Kleine zwaan (C.bewickii)
  - Zwarte zwaan (C. atratus)
- Geslacht Anser (grijze ganzen)
  - Zwaangans (A. cygnoides)
  - Sneeuwgans (A. caerulescens carulescens) (dwaalgast en ontsnapt)
  - Ross-gans (C. rossii) (dwaalgast)
  - Kolgans (A. albifrons)
  - Dwerggans (A. erythropus)
  - Taigarietgans (A. fabilis)
  - Toendrarietgans (A. serrirostris)
  - Kleine rietgans (A. brachyrhynchus)
  - Grauwe gans (A. anser anser)
  - Indische gans (A. indicus)
- Geslacht Branta (zwart-witte ganzen)
  - Grote Canadese gans (B. canadensis)
  - Kleine Canadese gans (B. hutchinsii)
  - Brandgans (B. leucopsis)
  - Rotgans (B. bernicla)
    - Witbuikrotgans (B. bernicla hrota), ondersoort rotgans

  - Roodhalsgans (B. ruficollis)
  - Hawaïgans (B. sandvicensis)

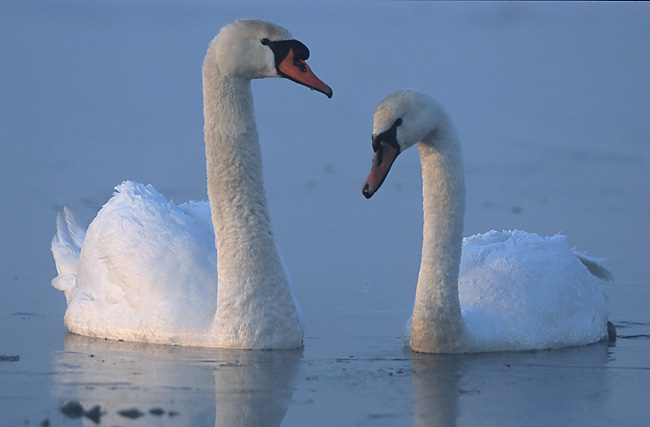
Knobbelzwaan
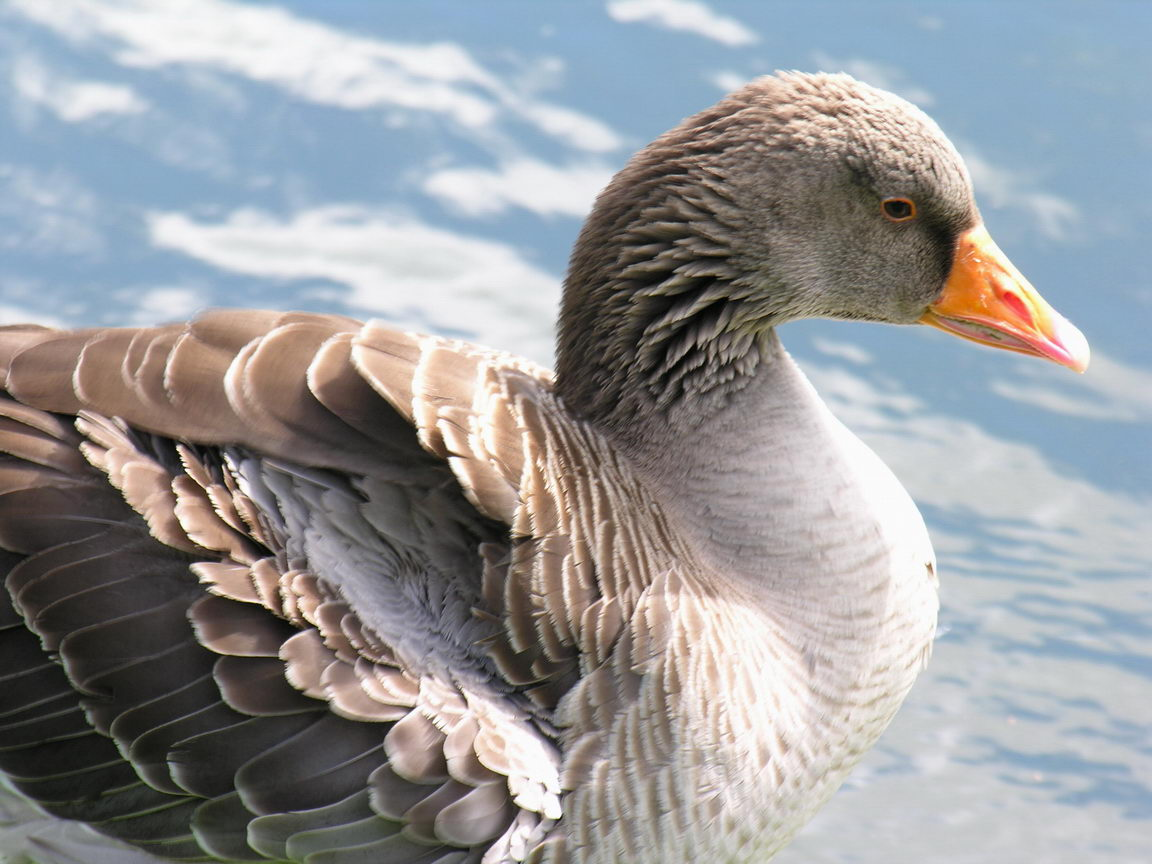
Grauwe gans
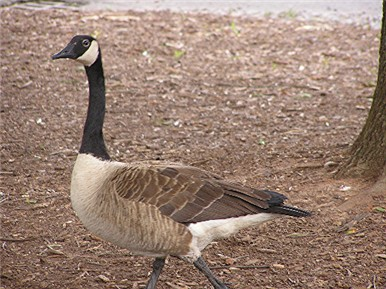
Grote Canadese gans

Boomeenden (Dendrocygninae) · Witrugeend (Thalassorninae) · Zwanen en ganzen (Anserinae) · Stippeleend (Stictonettinae) · Spoorwiekgans (Plectropterinae) · Halfganzen (Tadorninae) · Grondeleenden en duikeenden (Anatinae) · Eiders, zee-eenden, zaagbekken, etc (Merginae) · Stekelstaarteenden (Oxyurinae)